# Dragonwyck
Dragonwyck is een Amerikaanse dramafilm uit 1946 en was het regiedebuut van Joseph L. Mankiewicz. De film is gebaseerd op het gelijknamig boek van Anya Seton.

## Verhaal
De film begint in 1844. Miranda Wells is een naïef plattelandsmeisje uit Greenwich dat op een dag wordt uitgenodigd om de dochter van de rijke verre neef Nicholas Van Ryn bij te scholen. Hoewel zij vol is van enthousiasme, is haar vader argwanend en reist met haar mee naar New York. Vader Ephraim vertrouwt zijn dochter aan Nicholas toe en weet niet dat hij een zeer arrogante en machtsbeluste man is die zijn landwerkers slecht behandelt. Miranda begint optimistisch met haar werk als gouvernante van de achtjarige Katrine, maar al snel merkt ze dat er iets aan de hand is in het enorme kasteel dat Dragonwyck wordt genoemd. De dienstmensen doen geheimzinnig en sommigen beweren geluiden te horen die er niet zijn.
Op een dag gaat ze met Katrine naar de kermis en ontmoet ze daar Jeff Turner, een dokter die haar waarschuwt voor het autocratische regime van Nicholas. Die avond woont ze een bal bij, maar al snel merkt ze dat ze zich niet thuis voelt tussen alle verwaande meiden die geld en welvaart belangrijker vinden dan liefde. Ondertussen wordt Nicholas' echtgenoot alsmaar zieker. Dokter Turners hulp wordt ingeschakeld, maar hij kan geen ernstige ziekte constateren. Hij besluit nog even te blijven om te praten met Miranda en voelt zich steeds meer tot haar aangetrokken. Intussen gaat Nicholas naar Johanna's kamer om haar een oleander te brengen.
Tot iedereens grote verbazing overlijdt Johanna diezelfde avond. Nicholas vertelt Miranda dat hij nooit van Johanna heeft gehouden. Hij heeft altijd al een zoon gewild en voelde frustratie toen zijn vrouw een dochter baarde. Ondanks deze harde uitspraken realiseert Miranda dat ze van hem houdt en twee maanden later trouwt ze met hem, tot haar vaders irritatie. Echter, al snel komen de eerste symptomen van huwelijksproblemen. Miranda raakt zwanger en wil haar kind religieus opvoeden, maar Nicholas is een overtuigd atheïst en wil allesbehalve. Daarnaast kan hij het niet uitstaan dat ze een dienstmeid heeft aangenomen dat kreupel is. Langzaam maar zeker ziet Miranda in dat Nicholas overal macht over moet hebben en streeft naar perfectie.
Vlak na de geboorte van hun kind komt hij te overlijden. Hierna verandert Nicholas drastisch. Hij sluit zichzelf op in de zolder en geeft toe verslaafd te zijn aan drugs. Peggy, de kreupele dienstmeid, maakt zich zorgen om Miranda's welzijn en neemt contact op met Jeff. Hij komt tot de schrikbarende ontdekking dat Nicholas zijn vrouw heeft vergiftigd met de oleander en haast zich naar Dragonwyck om hem daarmee te confronteren. Nicholas geeft de misdaad toe en valt Jeff aan. Hij probeert later te vluchten, maar hij wordt achtervolgd door Miranda, Jeff en de politie. Hij dreigt Jeff neer te schieten met zijn pistool, maar wordt doodgeschoten voordat hij dit kan doen. Na deze verschrikkelijke nacht pakt Miranda haar spullen om naar Greenwich te gaan. Ze legt Jeff uit dat ze haar alleen daar heeft thuis gevoeld.

## Rolverdeling
| Acteur           | Personage             |
| ---------------- | --------------------- |
| Gene Tierney     | Miranda Wells-Van Ryn |
| Walter Huston    | Ephraim Wells         |
| Vincent Price    | Nicholas Van Ryn      |
| Glenn Langan     | Dokter Jeff Turner    |
| Anne Revere      | Abigail Wells         |
| Spring Byington  | Magda                 |
| Connie Marshall  | Katrine Van Ryn       |
| Harry Morgan     | Klaus Bleecker        |
| Vivienne Osborne | Johanna Van Ryn       |
| Jessica Tandy    | Peggy O'Malley        |
| Trudy Marshall   | Elizabeth Van Borden  |

## Achtergrond
Het verhaal van Anya Seton wordt voor het eerst in 1943 gepubliceerd en al onmiddellijk waren er plannen om het te verfilmen. Aanvankelijk zou de film geregisseerd worden door Ernst Lubitsch, met Gregory Peck in de hoofdrol. Joseph L. Mankiewicz schreef het scenario, dat in eerste instantie veertig pagina's te lang was. Producent Darryl F. Zanuck raadde hem aan het in te korten door minder dialogen te gebruiken en meer 'acteren' te pas te laten komen. Mankiewicz kwam later in onenigheid met Lubitsch over het scenario en om die reden, gepaard met een slecht gezondheid, trok Lubitsch zich terug.
Toen Peck te horen kreeg dat niet Lubitsch, maar Mankiewicz zelf de film zou regisseren, weigerde hij langer mee te werken aan de film. Laird Cregar was de tweede keuze voor de rol, maar hij was reeds overleden. Pas daarna ging de rol naar Vincent Price. Naast Price werd Gene Tierney ingezet, een actrice met wie hij graag samenwerkte. Dragonwyck werd gemaakt met een toen nog groot budget voor een zwart-witfilm, maar bracht $2,57 miljoen op en maakte daarmee een winst van $670.000.